# Elettrofilatura

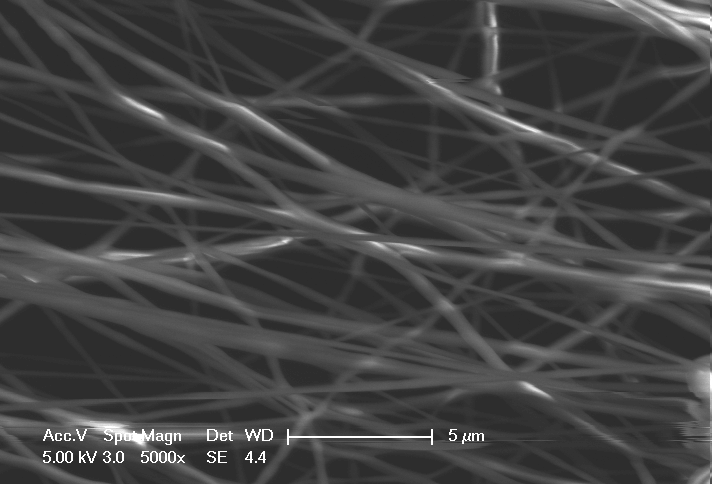
Immagine SEM di nanofibre di policaprolattone (PCL)

L'elettrofilatura (detta anche filatura elettrostatica o electrospinning) è un efficace processo produttivo elettrodinamico utilizzato sia industrialmente sia a livello di ricerca laboratoriale per la produzione di fibre con diametri estremamente ridotti, tipicamente inferiori al micron, fino a pochi nanometri.
Con i metodi di filatura convenzionali (per esempio la separazione di fase, l'auto-assemblaggio, il melt blowing o la sintesi da modelli) è possibile produrre filamenti con diametri minimi dell'ordine di qualche micron, e talvolta con difficoltà. Inoltre, raramente questi riescono a raggiungere e/o superare l'elettrofilatura in termini di versatilità del processo, facilità di produzione di fibre e possibilità di implementazione a livello industriale. L'elettrofilatura rappresenta pertanto la tecnologia più largamente utilizzata nella produzione di nanofibre, grazie alla sua facilità di utilizzo e controllo.
In termini di versatilità del processo, l'elettrofilatura consente la fabbricazione di fibre in modo continuo a partire da materiali polimerici che possono essere portati ad uno stato fluido ad elevata viscosità attraverso la fusione (ottenuta col calore) o la dissoluzione in opportuni solventi. Nella soluzione di partenza possono anche essere aggiunte altre specie quali - per esempio - particelle ceramiche, nanoparticelle metalliche o molecole funzionalizzate (ad esempio molecole fotocromiche, termocromiche, ecc) con il fine di conferire alla fibra finale particolari proprietà utili in applicazioni altamente specializzate.
Il processo è essenzialmente basato sul flusso e il rapido allungamento di una soluzione polimerica elettrificata mediante l'applicazione di alte tensioni. Il getto polimerico che si genera, viene accelerato ed allungato da un campo elettrostatico esterno e, durante il volo verso il collettore, si stira ed assottiglia. Il solvente evapora nel tragitto provocando la solidificazione e deposizione di nanofibre solide su un substrato (posto sul collettore).
Con la riduzione delle dimensioni alla scala nanometrica, le fibre ottenute acquisiscono nuove proprietà, come un'elevata area superficiale specifica (molto elevata in rapporto al volume), porosità ed elevato modulo elastico. Le nanofibre trovano applicazione in diversi settori tecnologicamente avanzati quali l'ingegneria biomedica, sistemi di filtrazione di sostanze tossiche, produzione di tessuti speciali protettivi, l'elettronica organica flessibile e l'energia.

## Strumento
Il primo brevetto sull'elettrofilatura risale al 1934, quando Anton Formhals brevettò una serie di apparecchiature per produrre filamenti di acetato di cellulosa mediante l'utilizzo di un campo elettrico.

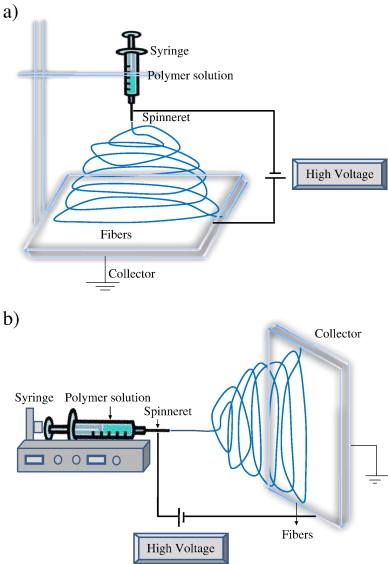
Schema del processo di elettrofilatura in verticale (a) ed in orizzontale (b)

Il sistema alla base dell'elettrofilatura è abbastanza minimale, costituito da pochi ma essenziali elementi:
- un sistema di regolazione del flusso (tipicamente una pompa volumetrica),
- una siringa (in vetro o in plastica) contenente il materiale da elettrofilare,
- un elettrodo in contatto con la soluzione (tipicamente l'ago della siringa),
- un generatore di alta tensione (collegato all'elettrodo),
- un collettore metallico.

La siringa, riempita con la soluzione polimerica, viene flussata tramite la pompa volumetrica ad una velocità relativamente bassa e costante (nell'ordine di pochi ml/h); la pompa garantisce un flusso costante con un tasso prestabilito. Alla siringa è montato un ago in acciaio inossidabile molto sottile, con un diametro interno nell'ordine delle centinaia di micrometri, che funge anche da elettrodo in diretto contatto con la soluzione. Il generatore di tensione impartisce un elevato voltaggio (operante solitamente tra i 5 e i 30 kV) direttamente all'ago. Sotto l'influenza del forte campo elettrico che si genera fra l'ago ed il collettore metallico, sulla soluzione polimerica vengono indotte delle cariche. Quando il campo elettrico applicato è sufficientemente elevato per superare la tensione superficiale delle gocce di soluzione, il getto caricato viene filato sul collettore metallico, contro elettrodo collegato alla messa a terra. Il substrato sul quale vengono raccolte le fibre elettrofilate viene solitamente messo in contatto con il controelettrodo.
Lo stiro della soluzione è continuo finché c'è soluzione a disposizione per contribuire al getto in volo. La formazione di fibre è quindi in linea di principio continua, se avviene senza rottura del getto durante il volo verso il collettore.
Il processo di elettrofilatura può esser condotto sia partendo da una soluzione - andando a disciogliere il materiale polimerico in opportuni solventi - o anche a partire dal polimero allo stato fuso. In entrambi i casi il materiale da elettrofilare viene inserito all'interno della siringa e la strumentazione è sostanzialmente uguale in entrambi i processi. L'elettrofilatura da fuso, nonostante non necessiti di solventi e per questo sia idealmente più accettabile a livello industriale, è un processo meno utilizzato. Infatti, solamente i polimeri termoplastici (polietilene, polipropilene, poliestere, ecc) per i quali la temperatura di fusione è decisamente inferiore alla temperatura di degradazione, possono essere filati con questa modalità. Inoltre, l'assenza di evaporazione del solvente - in grado di garantire la riduzione del diametro del getto in volo - fa sì che le fibre finali risultino più grossolane (microfibre).
L'elettrofilatura da soluzione è più versatile ed è più applicata, pertanto nei prossimi paragrafi, dove non diversamente specificato, si farà riferimento a questa. Da soluzione è possibile processare un elevatissimo numero di polimeri solubili in opportuni solventi volatili: polimeri sintetici, di origine biologica (proteine, polisaccaridi, DNA,...), polimeri caricati e funzionalizzati ed anche miscele di polimeri e copolimeri. La filatura da soluzione consente anche di elettrofilare sostanze inorganiche (nanoparticelle metalliche, ceramiche,...) insieme al polimero di partenza.

### Collettore
Il collettore è la zona su cui si depositano le nanofibre ed è generalmente costituito da una piastra di materiale conduttore, messo a terra per garantire la chiusura del circuito. Se si sceglie di elettrofilare su un materiale dielettrico, le cariche presenti sulla superficie del getto tendono ad accumularsi rapidamente sul collettore, con il conseguente crollo della differenza di potenziale riducendo drasticamente anche il numero di fibre depositate. Se le cariche rimangono accumulate sul collettore (perché appunto si deposita su un collettore isolante o su un collettore conduttore ma non messo a terra), si creano delle forze di repulsione che ostacolano la deposizione di nuove fibre che arrivano ancora cariche sul collettore.
Il collettore più semplice e più largamente utilizzato è costituito da una piastra metallica mediante la quale si ottengono membrane di nanofibre depositate in modo casuale con struttura di tessuto non tessuto.
Esistono però diverse tipologie di collettori in grado di influenzare la disposizione spaziale delle nanofibre. Per ottenere la deposizione di nanofibre allineate macroscopicamente un collettore largamente utilizzato è un rullo cilindrico in movimento. Grazie all'elevata rotazione del rullo le fibre vengono raccolte in strutture allineate macroscopicamente se il rapporto diametro/lunghezza e la velocità di rotazione sono abbastanza alti da permettere elevate velocità lineari che permetteranno lo stiramento delle fibre durante la raccolta.
Vengono spesso impiegati anche collettori caratterizzati da diverse geometrie, con diversi pattern di materiale conduttivo alternati a materiali isolanti in grado di direzionare la deposizione delle nanofibre lungo certe direzioni preferenziali.

## Principi di processo
Il processo di elettrofilatura si basa essenzialmente sull'accumulazione di cariche su una soluzione polimerica sotto l'effetto di elevati voltaggi - nel range delle decine di kV - con la conseguente emissione di un flusso. Tale flusso, sotto l'influenza del forte campo elettrico che si instaura, viene rapidamente stirato. Il getto di polimero nel tragitto dall'ago al collettore si assottiglia a causa della repulsione elettrostatica e dell'evaporazione del solvente, portando quindi alla riduzione delle proprie dimensioni.
Il processo può essere suddiviso in vari step: l'avvio del getto con la formazione del cono di Taylor, l'elongazione del segmento, l'instaurarsi di una regione di instabilità  (movimento a colpo di frusta) ed infine la solidificazione del getto con la conseguente formazione delle nanofibre (evaporazione del solvente).

### Formazione del cono di Taylor

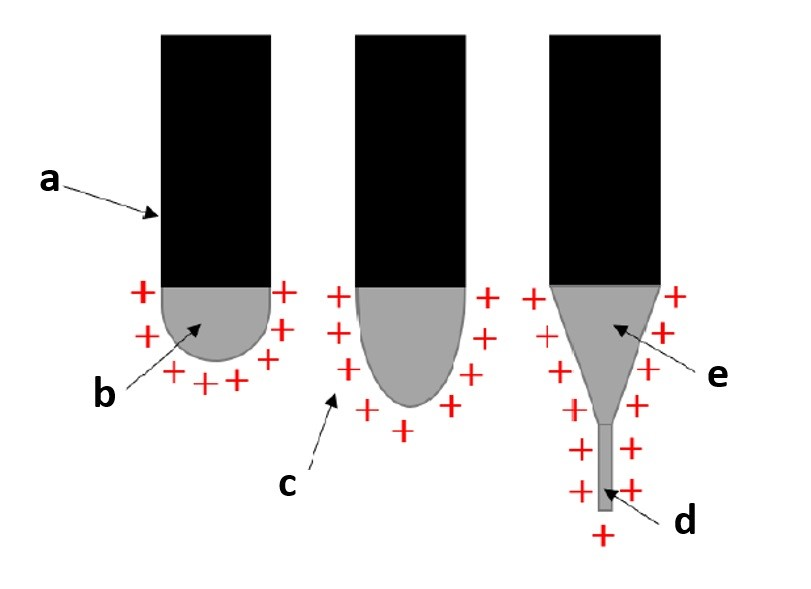
Illustrazione schematica della formazione del cono di Taylor con emissione del getto. (a) soluzione polimerica, (b) goccia, (c) cariche indotte, (d) emissione del getto, (e) cono di Taylor.

Questo primo passaggio è costituito da due stadi intermedi: la generazione della goccia e la successiva formazione del cono di Taylor. La generazione della goccia avviene semplicemente flussando la soluzione polimerica attraverso l'ago della siringa tramite il sistema di regolazione del flusso, tipicamente a portate molto basse; sulla punta dell'ago si formano delle goccioline. A bassi voltaggi la goccia che fuoriesce dall'ago non cade grazie alla sua tensione superficiale che si oppone alla forza di gravità.
All'aumentare poi dell'intensità del campo elettrico, le cariche indotte sulla superficie della goccia iniziano a sentirsi innescando tra esse un processo di repulsione. Tale repulsione agisce in direzione opposta rispetto alla tensione superficiale (che tende a riportare la goccia nella sua condizione iniziale), risultando nella distorsione della goccia a dare una forma conica - nota appunto come cono di Taylor. Sarà questa la superficie da cui inizierà il processo di stiro. La deformazione della goccia continua finché la repulsione fra le cariche è sufficientemente forte da espellere il getto. Una volta raggiunta la soglia critica di voltaggio per la formazione del getto iniziale, l'equilibrio delle forze è perturbato ed il getto caricato viene emesso dal cono di Taylor.

### Emissione del getto
Non appena viene oltrepassato il valore critico di voltaggio, l'emissione dal cono di Taylor del getto caricato e la sua conseguente elongazione è pressoché istantanea. Il getto inizia quindi la fase di volo, allungandosi ed accelerando sotto l'effetto del campo elettrico e delle forze di stiramento che ne conseguono. Il campo elettrico presente ha una specifica direzione - dall'ago della siringa verso il collettore - e di conseguenza anche la repulsione delle cariche superficiali nel getto hanno la stessa direzione, con una componente assiale che provoca l'allungamento del getto nel suo transito verso il collettore. Il diametro del getto si riduce quindi sia per un effetto di stiro sia per effetto dell'evaporazione del solvente.

### Regime di instabilità

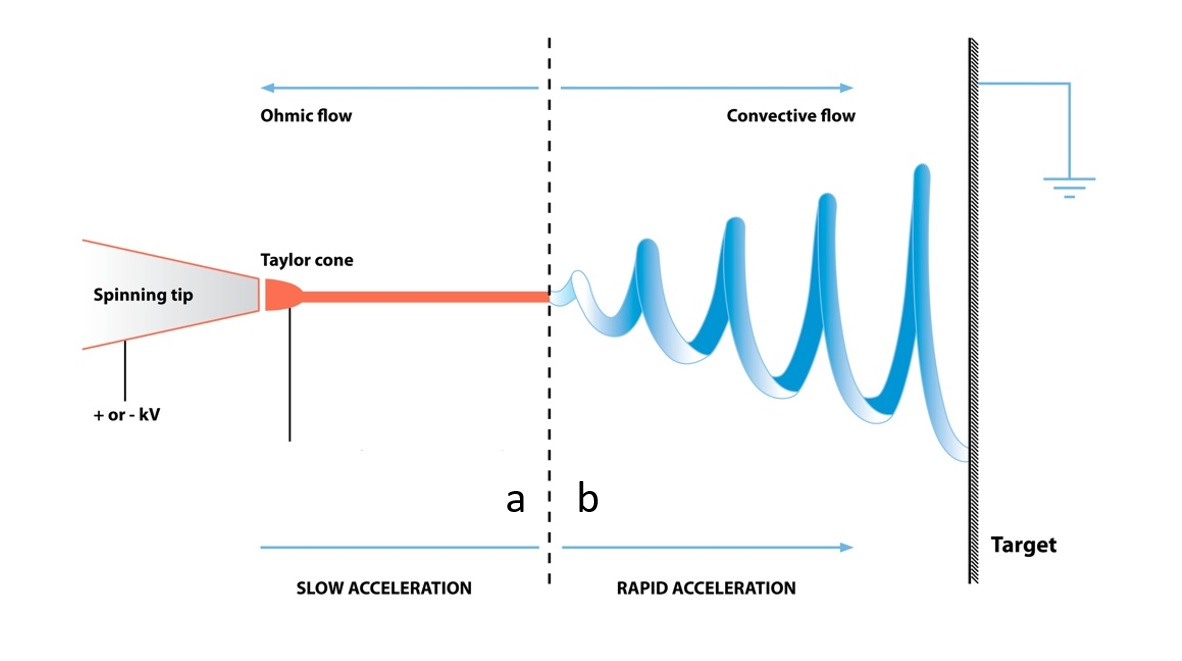
Illustrazione schematica delle regioni percorse dal getto nel suo tragitto dall'ago verso il collettore (target). (a) la geometria del cono di Taylor è governata dalla tensione superficiale e la repulsione elettrostatica. (b) zona di transizione fra il liquido ed il solido

Dopo una fase iniziale di moto pressoché rettilineo, la traiettoria del getto diventa instabile mediante due principali tipologie di instabilità:
- instabilità di Rayleigh: a causa della tensione superficiale tende a rompere il getto in goccioline, può essere eliminata ad elevati campi elettrici,
- instabilità di curvatura (nota anche come whipping): genera un movimento ondulatorio nel getto. Il getto è costretto ad incurvarsi da una forza laterale che nasce dalla repulsione elettrostatica di cariche sulla superficie del getto in volo.

L'interazione fra le cariche presenti sul getto ed il campo elettrico esterno coordinano queste instabilità, che nascono in momenti diversi e sono controllati dalle proprietà chimico-fisiche del liquido e dai parametri di elettrofilatura. L'incurvatura del getto genera un loop che si sviluppa poi in una spirale nella quale il getto si assottiglia gradualmente; gran parte dell'allungamento avviene quindi in queste curvature a causa del movimento di flessione del getto. In questo stadio del processo si ha infatti un notevole incremento della lunghezza del percorso (fino a 10000 volte in un periodo di tempo molto breve, inferiore ai 0.05 secondi) su cui il getto viene accelerato ed allungato prima di solidificarsi.
La descrizione quantitativa di questo stadio del processo risulta complessa, dato che vi contribuiscono diverse forze che variano molto velocemente nel tempo a causa dell'evaporazione del solvente e della dissipazione delle cariche.

### Solidificazione del getto

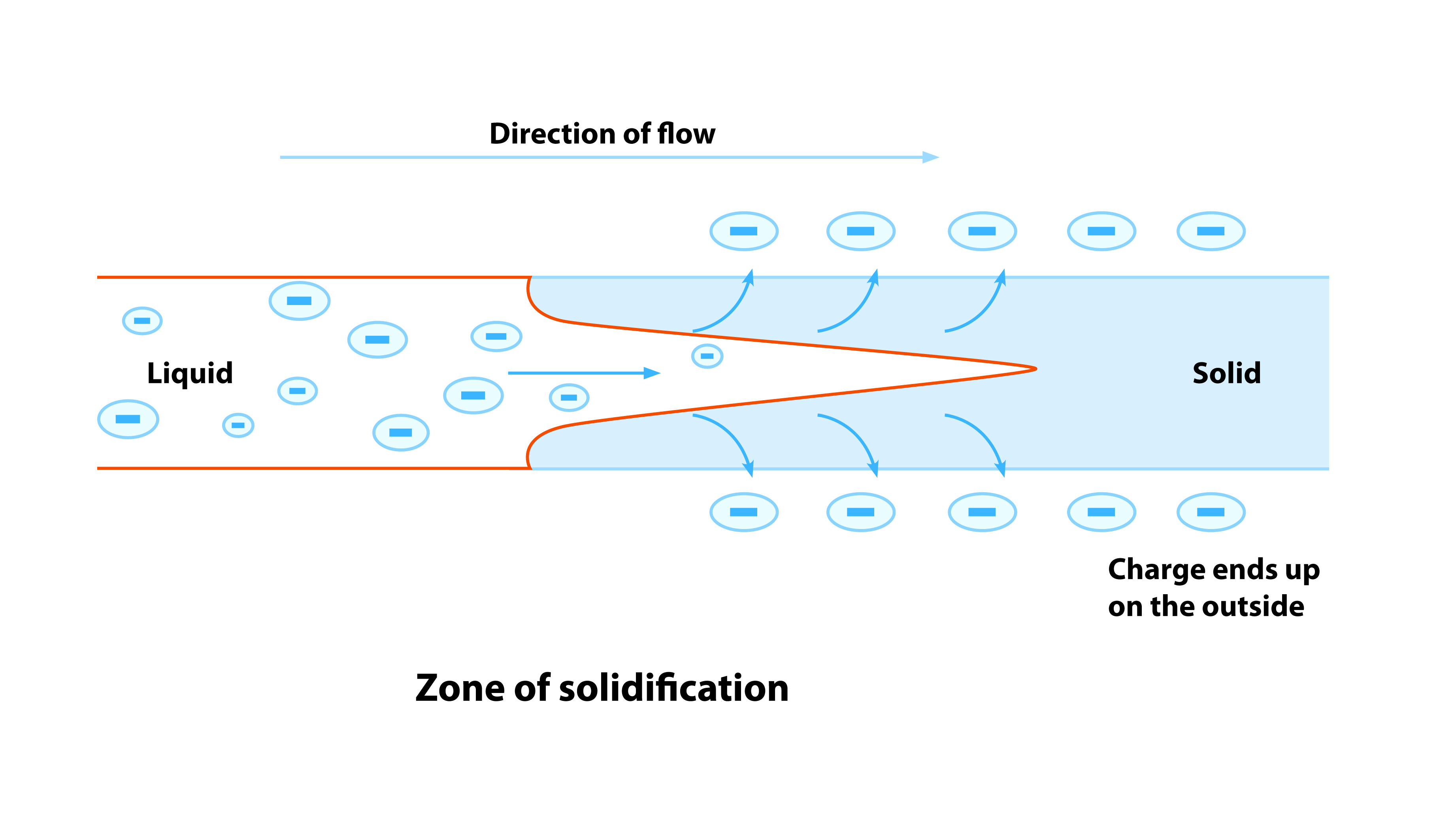
Schema della solidificazione della nanofibra durante il tragitto.

Durante il processo di elongazione il getto solidifica a dare fibre in seguito all'evaporazione del solvente, con la formazione infine di nanofibre polimeriche. La velocità di evaporazione del solvente dipende da una serie di fattori, fra i quali per esempio la distanza dal collettore e la tensione di vapore del solvente. Questa fase è molto importante nella determinazione dei diametri delle fibre: la dimensione delle nanofibre ottenute è infatti data anche dalla velocità di evaporazione del solvente e dal tempo impiegato da esso per evaporare. Dopo la solidificazione le cariche precedentemente presenti nel getto possono rimanere intrappolate sulla superficie delle fibre, ma cessa ogni tipo di instabilità del flusso.

### Deposizione delle nanofibre
Lo step finale è la deposizione delle nanofibre sul substrato, tipicamente posto su un collettore collegato alla messa a terra. Le nanofibre cariche - attratte dal collettore - si depositano al termine del loro volo sul substrato posto in contatto con il contro elettrodo. Dopo la deposizione la maggior parte delle cariche sulla fibra vengono rapidamente dissipate attraverso il collettore collegato alla messa a terra. A seconda della durata del processo si possono produrre campioni composti da poche nanofibre o membrane self-standing.

## Parametri di elettrofilatura

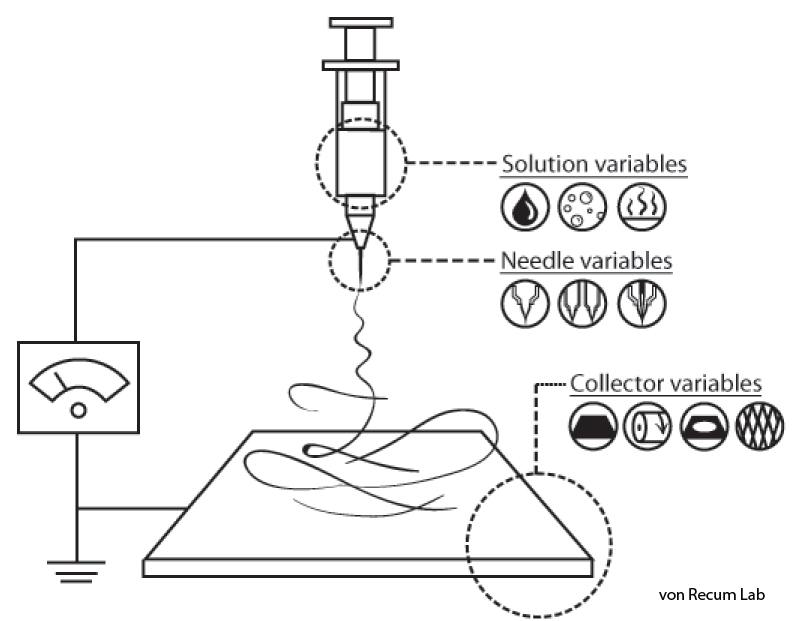
Schema delle regioni di elettrofilatura con alcuni parametri

La tecnica dell'elettrofilatura richiede una strumentazione abbastanza semplice, tuttavia i fenomeni che ne governano il processo alla base dipendono da un complesso sistema di variabili e fattori spesso interconnessi fra loro. I parametri in gioco vengono solitamente classificati in tre gruppi:
- parametri della soluzione polimerica,
- condizioni di processo,
- condizioni ambientali.

Sia la morfologia finale delle nanofibre ottenute, sia la riuscita del processo in sè sono strettamente legati al controllo di tali parametri, pertanto è di fondamentale importanza trovarne la combinazione ottimale per la buona riuscita dell'elettrofilatura. L'ottimizzazione del processo permette di ottenere fibre senza difetti, eventuali particolari strutture superficiali desiderate e un'opportuna distribuzione dei diametri delle fibre.

### Parametri della soluzione
I parametri relativi alla soluzione polimerica sono strettamente legati alle caratteristiche del polimero e la natura del solvente in cui si trova e sono:
- peso molecolare del polimero,
- concentrazione polimerica,
- viscosità,
- tensione superficiale,
- conducibilità.

Fra questi, la viscosità della soluzione polimerica è uno dei parametri più importanti, essendo una misura diretta del numero di entanglements nel sistema. Per la formazione di fibre continue senza difetti è necessario che la soluzione abbia una viscosità (quindi numero di entanglements) sufficiente a sostenere il getto in volo. Se infatti la viscosità della soluzione è troppo bassa (numero di entanglements non sufficiente), il getto non rimane coeso e prevale l'effetto della tensione superficiale del solvente che tende a separare il getto riportandolo alla forma sferica della goccia. La viscosità è strettamente legata sia alla concentrazione del polimero nella soluzione sia al suo peso molecolare, maggiori sono questi valori e maggiore sarà la viscosità della soluzione. All'aumentare della viscosità si passa dalla formazione di gocce (electrospray), a fibre con difetti globulari (comunemente chiamati beads) infine a fibre senza difetti.
La conducibilità elettrica del solvente è legata all'accumulazione delle cariche sulla soluzione, infatti - per l'espulsione del getto dal cono di Taylor - è necessaria l'accumulazione di cariche che danno poi la repulsione elettrostatica necessaria a vincere la tensione superficiale. Una conducibilità elevata del solvente favorisce il processo di accumulazione delle cariche. Un'elevata conducibilità fa anche sì che l'effetto di stretching durante il volo verso il collettore sia più rilevante con una maggiore riduzione del diametro delle fibre. Per aumentare la conducibilità si può scegliere un solvente più polare, oppure è possibile introdurre composti ionici nella soluzione (come ad esempio dei sali), tenendo sempre presente che se si eccede nel valore di conducibilità, una presenza troppo elevata di cariche può tradursi in instabilità del getto.
La tensione superficiale invece agisce nella direzione opposta, solventi con elevata tensione superficiale tendono infatti a riportare la soluzione alla condizione di goccia. Per facilitare la formazione di fibre continue e lisce è necessario pertanto lavorare con una bassa tensione superficiale, condizione che si può raggiungere o scegliendo opportuni solventi con bassa tensione superficiale oppure introducendo nella soluzione dei tensioattivi.

### Condizioni di processo
Tra i parametri di processo si considerano:
- voltaggio,
- portata del flusso,
- distanza tra la punta dell'ago ed il collettore.

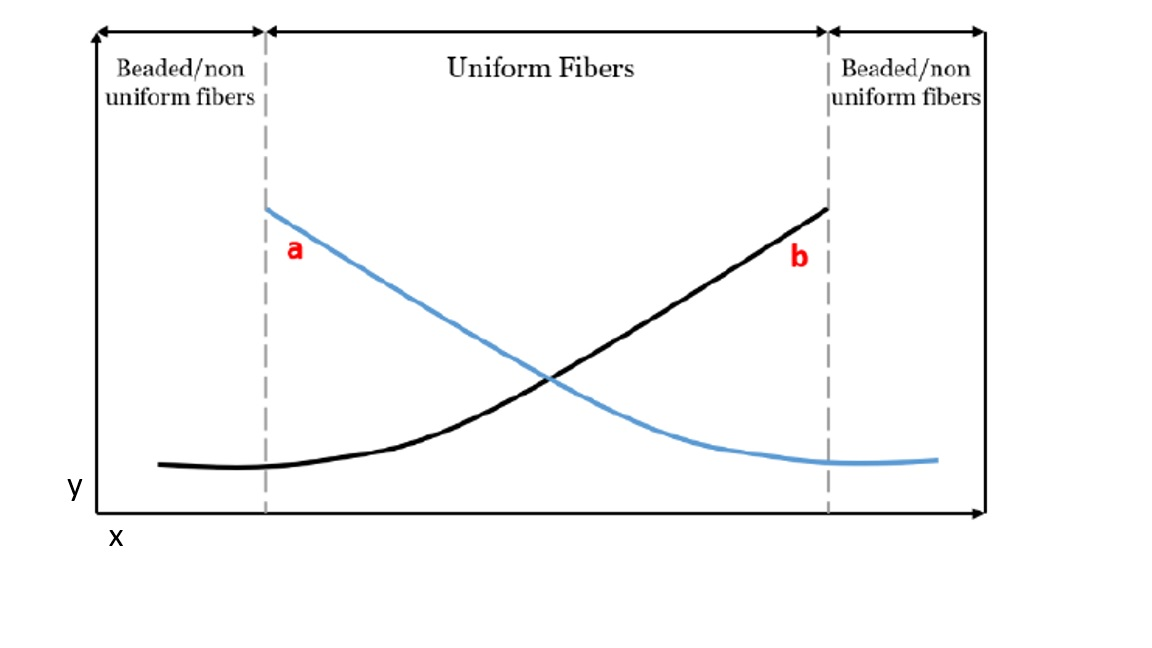
Influenza dei parametri primari e secondari sulla dimensione dei diametri delle nanofibre e sulla loro morfologia. Sull'asse x: Parametri di processo, asse y: diametro delle fibre. (a) Elongazione del getto/Forza elettrica. Parametri primari: conducibilità del solvente, Parametri secondari: voltaggio. (b) Massa polimerica. Parametri primari: concentrazione del polimero, Parametri secondari: voltaggio e portata del flusso.

Il voltaggio applicato ha un effetto non univoco sulle fibre, da un lato all'aumentare della tensione e del campo elettrico che ne consegue si ha un maggiore stiro, che provoca una riduzione della dimensione delle fibre, dall'altro lato può portare al prevalere del richiamo della soluzione dalla siringa, che porta invece ad un aumento del diametro delle fibre. L'effetto della tensione dipende strettamente dalla coppia polimero-solvente che si sta elettrofilando, ma anche dalla concentrazione.
La portata del flusso determina la quantità di soluzione disponibile per l'elettrofilatura nell'unità di tempo (solitamente espressa in mL/h). All'aumentare della portata aumentano i diametri delle fibre, aumenta infatti la quantità di materiale che si sta elettrofilando, a parità di tempo il flusso si caricherà meno provocando un effetto di stiro minore.
La distanza fra la punta dell'ago ed il collettore, agisce sul tempo che il getto impiega per raggiungere il collettore e sulla forza del campo elettrico. Riducendo la distanza fra ago e collettore, il getto ha uno spazio minore da percorrere prima di raggiungere il collettore. Inoltre, il campo elettrico aumenta provocando una maggiore accelerazione del getto; di conseguenza il solvente potrebbe non avere sufficiente tempo per evaporare. Se la distanza è troppo bassa, la forza del campo elettrico potrebbe aumentare a tal punto da provocare una forte instabilità del getto. Se dall'altro lato si aumenta troppo la distanza, il campo elettrico potrebbe non esser sufficientemente forte per sostenere lo stretching delle fibre, non consentendo la loro deposizione sul collettore (in questo caso si può aumentare il voltaggio).

### Parametri ambientali
Se il processo non è operato in atmosfera controllata, qualsiasi interazione fra l'ambiente circostante e la soluzione polimerica, può avere effetti sulla morfologia delle fibre ottenute. Qualsiasi variazione presente nell'ambiente in cui il processo viene condotto può influenzare il campo elettrico e quindi di conseguenza il processo stesso. I principali parametri ambientali sono:
- umidità relativa,
- temperatura.

Se si opera in un ambiente con elevata umidità relativa, sulla superficie delle fibre si possono formare dei pori, le cui dimensioni dipendono dal grado di umidità. Infatti, in seguito all'evaporazione del solvente il getto si raffredda ed il vapore acqueo presente nell'aria in contatto con la superficie della fibra può condensare lasciando pori superficiali una volta evaporato.
L'aumento di temperatura da un lato comporta una maggiore velocità di evaporazione del solvente, ma dall'altro riduce la viscosità della soluzione polimerica. Ad alte temperature quindi si ha un maggiore stretching del getto in volo a causa della minore viscosità.

### Tabella riassuntiva
| Parametro                 | Effetto sulle fibre | Correlato a                                                |
| Parametri di soluzione    | Parametri di soluzione | Parametri di soluzione                                     |
| ------------------------- | --- | ---------------------------------------------------------- |
| Viscosità soluzione       | Se troppo bassa non si ha formazione di fibre continue ma se troppo elevata rende difficile l'espulsione del getto dall'ago. | Concentrazione polimerica, Peso molecolare                 |
| Concentrazione polimerica | Influenza direttamente la viscosità. Necessaria una concentrazione minima per entrare nel range di elettrofilatura: se troppo bassa non si ha la formazione del getto perché prevale la tensione superficiale. All'aumentare della concentrazione si ha un aumento dei diametri.                                                                             | Viscosità, Tensione superficiale                           |
| Peso molecolare           | Riflette il numero di entanglements fra le catene polimeriche in soluzione, strettamente correlato alla viscosità. All'aumentare del peso molecolare aumenta il numero di entanglements e quindi si avrà la formazione di un getto stabile. | Viscosità, Tensione superficiale, Conducibilità            |
| Conducibilità             | Legata all'accumulo di cariche sotto azione del voltaggio applicato. Fissato il voltaggio e la distanza ago-collettore, all'aumentare della conducibilità aumenta lo stretching del getto con conseguente riduzione dei diametri. | Voltaggio                                                  |
| Tensione superficiale     | Determina i valori di soglia inferiori e superiori per la finestra di elettrofilatura una volta fissati tutti gli altri parametri. |                                                            |
| Parametri di processo     | |                                                            |
| Voltaggio                 | Formazione di fibre oltre una certa soglia di voltaggio in grado di indurre sufficienti cariche indotte per superare la tensione superficiale. Maggior voltaggio causa maggior stretching e riduzione dei diametri ma voltaggio troppo elevato provoca instabilità del getto e prevalere del richiamo della soluzione risultando in un aumento dei diametri. | Distanza ago-collettore, Conducibilità, Portata del flusso |
| Distanza ago-collettore   | Dev'essere sufficiente per garantire la completa evaporazione del solvente. Legata anche alla forza del campo elettrico. | Voltaggio, Portata del flusso                              |
| Portata del flusso        | Determina la quantità di soluzione disponibile per unità di tempo. All'aumentare della portata aumenta la quantità di polimero da processare nell'unità di tempo, diametri maggiori. | Distanza ago-collettore, Voltaggio, Viscosità              |
| Parametri ambientali      | |                                                            |
| Umidità relativa          | Elevata umidità può risultare in pori sulla superficie delle fibre. |                                                            |
| Temperatura               | Un aumento della temperatura provoca una diminuzione dei diametri delle fibre grazie alla riduzione della viscosità della soluzione. | Viscosità                                                  |

## Applicazioni
L'elevata finezza delle fibre elettrofilate consente di produrre materiali con un altissimo rapporto superficie/volume e una elevata porosità. I possibili campi di impiego sono svariati ed in settori di avanzato interesse tecnologico: nel tessile tecnico (ad esempio membrane per filtrazione), in campo biomedico (scaffold per crescita di tessuti e protesi vascolari, sistemi di trasporto e rilascio di farmaci), in campo industriale (rinforzo per materiali compositi, strati porosi per materiali laminati, supporti per catalizzatori) o nell'elettronica. Vediamone alcuni più nel dettaglio.

### Settore biomedicale
Nel settore biomedicale le nanofibre vengono largamente utilizzate nell'ambito dell'ingegneria tissutale, come scaffold per supporto alla crescita cellulare e come membrane per il rilascio di farmaci. Strutture alla nanoscala sono particolarmente affini ai sistemi biologici, lavorando in scale dimensionali simili a quelle di virus o batteri.
Membrane nanofibrose vengono impiegate nell'ingegneria tissutale come supporto o matrice sul cui innescare la crescita successiva di cellule, favorendo l'adesione, la migrazione e la proliferazione di cellule per la riproduzione successiva del tessuto da rimpiazzare. Altri impieghi per membrane elettrofilate nel settore biomedicale riguarda la guarigione di ferite quali, ad esempio, bruciature ed abrasioni; la natura della struttura nanofibrosa garantisce importanti caratteristiche quali traspirabilità, emostaticità e proprietà antibatteriche. La dimensione delle nanofibre non è infatti compatibile con le dimensioni dei batteri (se opportunamente elettrofilate) ma permette lo scambio di gas quali ossigeno, anidride carbonica, e vapore acqueo e la traspirazione dei tessuti. Per quanto riguarda il rilascio di farmaci, le nanofibre vengono utilizzate come veicolo per il trasporto ed il rilascio del farmaco. Il principio attivo viene introdotto nella soluzione polimerica e successivamente vengono prodotte le nanofibre con la tecnica di elettrofilatura. La velocità di rilascio del farmaco nell'organismo dipende da diversi fattori, fra cui il quantitativo totale di principio attivo presente, il diametro delle fibre e la distribuzione del principio attivo all’interno delle stesse nanofibre. La peculiarità degli scaffold ottenuti mediante elettrofilatura risiede nella possibilità di ottenere parametri meccanici specifici in funzione del processo tecnologico adottato per la produzione delle fibre.

### Filtrazione
La struttura casuale delle membrane e la porosità delle fibre rendono questi materiali adatti a processi di filtraggio di fluidi contenenti particelle con dimensioni caratteristiche superiori alle dimensioni degli spazi vuoti fra una fibra e l'altra. Grazie all'elevato rapporto superficie/volume e all'elevata coesione superficiale, è possibile intrappolare particelle sottili. Caricando elettricamente le nanofibre è possibile aumentare la capacità di attrazione delle particelle da rimuovere nel caso di particelle cariche. Funzionalizzando ulteriormente le nanofibre che costituiscono la matrice si possono ottenere membrane di affinità in grado di legare selettivamente determinate sostanze contenute nel fluido flussato attraverso la membrana.

### Energia, elettronica e fotonica
L'elettrofilatura di polimeri opportunamente funzionalizzati permette la conduzione di elettroni e/o l'intercalazione di ioni, rendendo le nanofibre materiali particolarmente interessanti nella produzione e nello stoccaggio di energia. Le nanofibre sono già state applicate in questo senso in pannelli fotovoltaici, batterie ricaricabili e supercapacitori. Nanofibre elettrofilate sono largamente studiate come possibili materiali per elettrodi, offrendo un'elevata area di contatto fra l'elettrodo e l'elettrolita e garantendo quindi un rapido trasferimento di elettroni e ioni. Polimeri elettroattivi vengono lartamente impiegati in membrane elettrofilate integrate in sensori ed attuatori. La possibilità di manipolare e opportunamente controllare la composizione, struttura, morfologia ed allineamento delle nanofibre le rende candidati interessanti nella produzione di dispositivi elettronici e nel campo della fotonica (LED e FET).